# Klaus Hinrichsen

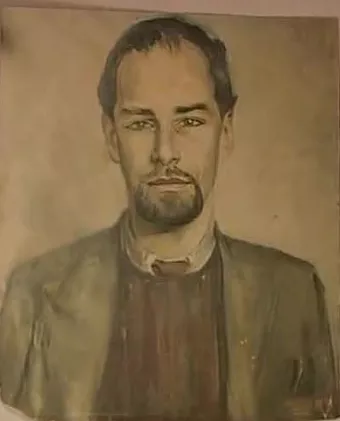
Kurt Schwitters: Porträt Klaus Hinrichsen, Hutchinson Internment Camp, Frühjahr 1941

Klaus Ernst Hinrichsen (* 19. April 1912 in Lübeck; † 7. September 2004 in London) war ein deutsch-britischer Kunsthistoriker und Unternehmer.

## Leben
Klaus Hinrichsen war ein Sohn des Lübecker Rechtsanwalts und Notars Felix Hinrichsen (1878–1956) und seiner Frau Ida, geb. Junge (1879–1959). Seine väterlichen Vorfahren stammten von Ruben Henriques ab, einem Sepharden, der 1646 nach Glückstadt gekommen war und dessen Nachkommen über mehrere Generationen Hofagenten in Mecklenburg-Schwerin wurden. Damit war er weitläufig mit Siegmund Hinrichsen und Henri Hinrichsen verwandt.
Er wurde, wie schon sein Vater, evangelisch getauft und wuchs in großzügigen Verhältnissen in der Hohelandstraße 61 auf. Ab 1918 besuchte er das Katharineum zu Lübeck bis zum Abitur Ostern 1931. Zu seinen ersten prägenden Kunsterfahrungen zählte die Emil-Nolde-Ausstellung in der Katharinenkirche zur Nordischen Woche 1921. Von 1931 bis 1936 studierte er Kunstgeschichte, Klassische Archäologie und Germanistik an den Universitäten München (zwei Semester), Rostock (Sommersemester 1932), Berlin (ein Semester) und Hamburg. 1937 wurde er in Hamburg mit einer von Carl Georg Heise angeregten und von Ludwig Heinrich Heydenreich betreuten Dissertation über Tönnies Evers den Jüngeren zum Dr. phil. promoviert. Etliche der in ihr untersuchten Werke von Evers fielen dem Luftangriff auf Lübeck am 29. März 1942 zum Opfer, was der Dissertation besonderen dokumentarischen Wert gibt.
Aufgrund seiner nach den Nürnberger Gesetzen nichtarischen Abstammung bestanden keine Aussichten auf Anstellung. Er schrieb zunächst Artikel für das Allgemeine Lexikon der Bildenden Künstler von der Antike bis zur Gegenwart und das Reallexikon zur Deutschen Kunstgeschichte. Im Mai 1939 gelang ihm die Emigration nach Großbritannien. Seine beiden jüngeren Brüder Jürgen Joachim (1915–2011) und Joachim Otto (1920–1948) emigrierten nach Argentinien.
Hinrichsen fand eine Anstellung als Londoner Agent eines Schweizer Fachverlags für medizinische Publikationen. Zunächst in die Kategorie C eingestuft und damit zu Beginn des Zweiten Weltkriegs von der Internierung befreit, wurde er nach dem Beginn des deutschen Westfeldzugs 1940 wie alle Enemy Aliens in Großbritannien interniert. Er kam in das Hutchinson Internment Camp, ein Internierungslager in Douglas auf der Isle of Man, dank des blühenden künstlerischen und intellektuellen Lebens seiner Internierten auch als das „Lager der Künstler“ bekannt. Innerhalb von vier Tagen nach seiner Ankunft wurde Hinrichsen zum Sekretär der Kulturabteilung berufen. In dieser Position arrangierte er Ausstellungen, Lesungen und Konzerte. Seine besondere Bedeutung liegt darin, dass er Dokumente wie die Lagerzeitung The Camp aufbewahrte und zum Chronisten des Camps und seiner Insassen wurde. Besondere Freundschaften verbanden ihn mit Erich Kahn und Kurt Schwitters. Schwitters schuf im Winter 1940/41 ein Porträt von Hinrichsen, das später eine Briefmarke der Post der Isle of Man schmückte. Im Juni 1941 wurde Hinrichsen aus der Internierung entlassen. Er meldete sich freiwillig zum Dienst in der British Home Guard und stellte seine Verbindungen in die Schweiz dem britischen Nachrichtendienst zur Verfügung.
Nach dem Ende des Zweiten Weltkriegs baute er in London ein erfolgreiches Handelsunternehmen für chemische und pharmazeutische Grundstoffe auf. Am 7. Juni 1948 erhielt er die britische Staatsbürgerschaft. 1962 zeichnete ihn die City of London als Freeman of the City aus.
Seit 1942 war er verheiratet mit Margarete, geb. Levy (geb. 21. Oktober 1919 in Bad Polzin), die 1937 nach Großbritannien gekommen war. Ihr Vater Leo Levy (1881–1938) war während der Novemberpogrome 1938 in seinem Haus in Bad Polzin von der SA erschossen worden. Das Ehepaar lebte in Highgate im London Borough of Camden.

## Nachlass
Hinrichsens Familie übergab seine Sammlung von Unterlagen zur Internierung 2005 dem Archiv der Tate Gallery, wo sie der Forschung zur Verfügung steht und weitgehend digitalisiert ist.

## Veröffentlichungen
- Tönnies Evers (1558–1613). Ein Beitrag zur Geschichte des Stilwandels in der deutschen Plastik um 1600. Dissertation Hamburg 1937.
- Visual Arts Behind The Wire. In: David Cesarani, Tony Kushner (Hrsg.): The Internment of Aliens in 20th-Century Britain. London 1993, S. 188–209.